# Джеймс Бойд
Джеймс Бойд (англ. James Boyd; 30 листопада 1930 — 25 січня 1997) — американський боксер, олімпійський чемпіон 1956 року. 

## Аматорська кар'єра
Олімпійські ігри 1956
- 1/4 фіналу. Переміг Радольфо Діаса (Аргентина)
- 1/2 фіналу. Переміг Ромульдаса Мураусаса (СРСР)
- Фінал. Переміг Георге Негреа (Румунія)